# Babylon Bombs
Babylon Bombs är ett svenskt rockband från Stockholm.
Debutskivan Cracked Wide Open And Bruised släpptes 2005 och är inspelad i Monophobic studios. Låten "Let's roll" släpptes som singel/video. År 2006 släpptes andra skivan Doin' You Nasty som spelades in i Decibel studios, Stockholm. Tre singlar/videor släpptes från albumet; "Louder", "Jaded Heart" och "Hometown Hero". Under 2006 var Babylon Bombs ute på en Europaturné tillsammans med Hardcore Superstar. År 2009 släpptes singeln "Goodbye Good Luck" som första singel från tredje albumet Babylon's Burning som släpptes senare under hösten. Två ytterligare singlar kom från den skivan; "Liberation" och "Angel Eyes". Skivan spelades in i Polar Studios, Stockholm, med Chris Laney (Candlemass, Europe, Zan Clan m fl.). De två första albumen släpptes i Europa av Smilodon Records och i Japan av JVC. Den tredje släpptes över hela världen av Deaf & Dumb Music. 2013 släpptes singeln "Cathouse".

## Medlemmar
Nuvarande medlemmar
- Daniel "Dani" Persson – sång, gitarr (2001–idag)
- Jon Sundberg – gitarr (2001–idag)
- Svante "Swaint" Hedström – trummor (2001–idag)[2]
- Martin "Marty" Tronsson – basgitarr (2001–2009)(2016-idag)

Tidigare medlemmar
- Richard "Ricky" Frantzén – basgitarr (2009–2016)

## Diskografi
Demo
- Ten Things You Can't Live Without (2001)

Studioalbum
- Cracked Wide Open And Bruised (2005)
- Doin' You Nasty (2006)
- Babylon's Burning (2009)

Singlar
- "Let's Roll" (2005)
- "Louder" / "Suicide Street" (2006)
- "Hometown Hero" / "Delirious" (2006)
- "Jaded Heart" / "Kickin' Bleedin' Screming'" (2007)
- "Goodbye Good Luck" (2009)
- "Liberation" (2009)
- "Angel Eyes" (2009)
- "Cathouse" (2013)